# Plattelandsnijverheid
Plattelandsnijverheid, ook wel het uitbestedingssysteem genoemd, was een methode van huisnijverheid waarbij een ondernemer grondstoffen kocht en aan werklieden op het platteland leverde, meestal boeren. Deze verwerkten vanuit hun woning de grondstoffen tot (half)afgewerkte producten, vooral textiel. De boerinnen sponnen en boeren weefden de grondstoffen tot textiel. De ondernemer kocht vervolgens de producten op om ze weer door te verkopen.
Het systeem vond zijn oorsprong in de middeleeuwen en kwam voor in steden waarbij de ondernemer zijn grondstoffen leverde aan meestervaklieden die gebonden waren aan de reglementen van hun desbetreffende ambacht. Nadien vond dit systeem ook zijn weg op het platteland. Hierbij kwam een buitenambachtelijke huisnijverheid tot stand, die dus niet-gereglementeerd was. Het bood echter wel een oplossing voor de boeren om in de winter iets extra te verdienen. Er waren ook voor de ondernemer voordelen, omdat hij buiten de ambachten om kon produceren. Tevens reduceerde deze methode de hoge loonkosten. Voor de plattelandsbewoner waren er ook voordelen: de investering bleef heel beperkt en hij kon het werk organiseren naast het werk op de akker.
De plattelandsnijverheid werd in de periode 1800-1850 weggeconcurreerd door het fabriekssysteem van de industrialisatie.